# 산마리노 (도시)
산마리노(이탈리아어: Città di San Marino 치타디산마리노[*])는 이탈리아반도에 있는 나라인 산마리노 공화국의 수도이다. 산마리노에서 가장 높은 지점인 티타노산 서쪽 기슭에 위치한다. 7개 마을을 관할하며 아콰비바, 보르고마조레, 피오렌티노, 키에사누오바, 이탈리아 산레오와 접한다.